# Herb Osieka
Herb Osieka – jeden z symboli miasta Osiek i gminy Osiek w postaci herbu.

## Wygląd i symbolika
Herb przedstawia na tarczę podzieloną na dwie równe części w słup. W prawej czerwonej znajduje się  biały półorzeł bez korony, zwrócony heraldycznie w prawo. W lewym białym polu widoczna jest dłoń barwy brązowej trzymająca podwójny krzyż lotaryński barwy czerwonej – jeden z elementów herbu Pogoń.

## Literatura
- Baliński Michał, Lipiński Tymoteusz: Starożytna Polska pod względem historycznym, jeograficznym i statystycznym opisana. Wyd. I. T. II. Warszawa: Nakładem S. Orgelbranda Księgarza przy ulicy Miodowej Nr. 496, 1844. Brak numerów stron w książce